# Massac (Charente-Maritime)
Massac ist eine französische Gemeinde mit 183 Einwohnern (Stand: 1. Januar 2022) im Département Charente-Maritime in der Region Nouvelle-Aquitaine (vor 2016: Poitou-Charentes); sie gehört zum Arrondissement Saint-Jean-d’Angély und zum Kanton Matha. Die Einwohner werden Massacois und Massacoises genannt.

## Geographie
Massac liegt etwa 75 Kilometer ostsüdöstlich von La Rochelle in der Saintonge. Umgeben wird Massac von den Nachbargemeinden Gourvillette im Norden, Beauvais-sur-Matha im Nordosten, Siecq im Osten und Südosten sowie Haimps im Süden und Westen.

## Bevölkerungsentwicklung
| Jahr                       | 1962 | 1968 | 1975 | 1982 | 1990 | 1999 | 2006 | 2017 |
| Einwohner                  | 242  | 215  | 209  | 193  | 194  | 187  | 177  | 175  |
| Quellen: Cassini und INSEE |      |      |      |      |      |      |      |      |

## Sehenswürdigkeiten
- Kirche Notre-Dame-de-l’Assomption aus dem 12. Jahrhundert, seit 1931 als Monument historique eingeschrieben

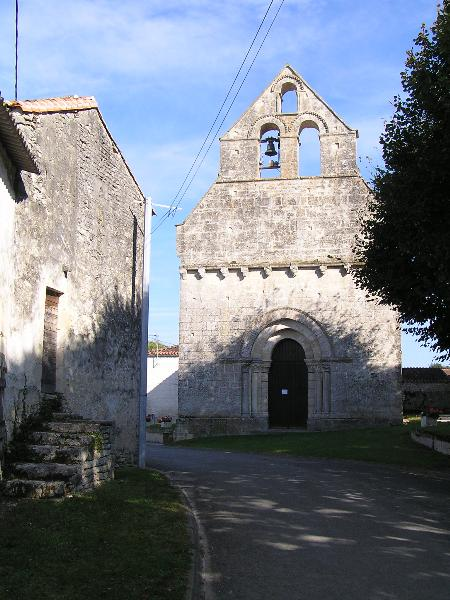
Kirche Notre-Dame-de-l’Assomption

Siehe auch; Liste der Monuments historiques in Massac (Charente-Maritime)